# ملفات سرية (مسلسل)
ملفات سرية مسلسل مصري إنتاج عام 2003م ومن تأليف طارق بركات وإخراج خالد بهجت.
"شاهيناز" طبيبة نفسية تلتقي بنماذج مختلفة يعيش كل منهم أسير عقدة نفسية، "لطفي" صحافي مرموق تسرع في الهجوم على أحد الوزراء مما أفقد الوزير سمعته وثروته وحياته، "رفعت" رجل أعمال عاش طفولة حزينة بسبب فقر والده الشديد، "شريف" يتزوج رغم مستواه الإجتماعي المتواضع من سيدة على قدر كبير من الثراء.

## البطولة
| - ميرفت أمين: شاهيناز الجندي - كمال أبو رية: رفعت حافظ - فادية عبد الغني: دولت فريد - عبد العزيز مخيون: لطفي هاشم - مفيد عاشور - شوقي شامخ: شوقي الفسخاني | - شريف حلمي: خالد - ميسرة - خالد جمال - محمود عبد الغفار: مرزوق - محمد مرزبان: ممدوح فرحات | - مها الشناوي - طلعت زكريا - سليمان عيد - ياسمين جمال: حنان - أحمد الطماني | - لنا يوسف - شادي سرور - هبة عبد الغني: رشا اليماني - منحة زيتون - رحاب الجمل |

ضيوف الحلقات
| - يسري مصطفى - جلال عبد القادر: حسين اليماني - رؤوف مصطفى - علي عزب | - مصطفى الشامي - سيد الرومي - مروة الخطيب - حمدي السخاوي | - فاروق قمر الدولة - نادية رفيق - سامي العدل |

إشترك في التمثيل: ماهر سليم - محمد عنتر - معتز بلبع - محمد نديم - كاريمان مهدي - عبير مكاوي - مي صالح - موسى عثمان - بدرية طلبة - دعاء ناجي - كريم قطب - مصطفى لبيب - حنان غريب - محمود فارس - مهدي عباس - عبد الحميد سند - طلعت الشريف - حمدي أبو العلا - نهال علي - جمال حجاج - سلمى عطايا - هايدي سليم - أحمد توفيق: موظف استقبال بالفندق - مجدي شاكر - إيمان سعيد - محمد شكري - محمد قشطة - أحمد الرفاعي - سامية كاشير - إبراهيم ظريف - عبد الرؤوف الجندي - عادل هلال - عزة شريف - حسام حمدي: سمير - معوض الخولي - إنتصار حسن - نهى فتحي - نادين السيد - مصطفى نبيل - خالد علي - حاتم فهمي - عصمت البغدادي - نورين أمين - عمر عبد العزيز - شيرين نور - كمال الألفي - وليد الشناوي - رانيا مسعد
الأطفال: بوسي - سليمان محمد - محمد هاشم